# ピンク スパイダー
「ピンク スパイダー」は日本のミュージシャン、hideのソロ9枚目、hide with Spread Beaver名義では2枚目となるシングル。
2006年11月22日、RIZEによる本作のカバーが同タイトルにてシングルで発売された。プロデュースにI.N.Aが関わっており、PVは原曲と同じく丹修一が監督を務めている。カバー盤の発売日には、本作もマキシシングルとして再リリースされ、オリコンチャートへ再び名を連ねた。

## 概要
- オリコンおよび日本レコード協会の集計にて、いずれも100万枚を超える大ヒットを記録。hideの作品としは初であり唯一のミリオンセラーシングル。
- 生前のhideによるアイデアに基づき、初回盤ジャケットはチョコレートと包み紙が分離するギミックが施され、中に蜘蛛のイラストが隠されている。
- 前作『ROCKET DIVE』にも初回特典として封入された「怪人カード」の第2弾が付属する。
- hideは、前作『ROCKET DIVE』・『ピンク スパイダー』・次回作『ever free』を繋がった楽曲と捉え3部作として制作された。
- 生前のhideによれば楽曲それぞれにメッセージが込められている。
  - 『ROCKET DIVE』には「若いうちは失敗を恐れずにどんどん世界へ飛び出して行こう」
  - 『ピンク スパイダー』には「でも飛び出した世の中はそんなに甘くはない」という「失敗と挫折」
  - 『ever free』には「それでも人生は何度だってやり直せる、可能性を信じて生きて行こう」

## hide with Spread Beaver

### 収録曲
- 全曲 作詞・作曲・編曲: hide

1. ピンク スパイダー
  - 日本テレビ系『号外!!爆笑大問題』エンディングテーマ。フジテレビ系『ごごいち』エンディングテーマ。
  - タイトルは「妄想」「蜘蛛の糸」「ウェブ」という発想に由来する[2]。
  - 歌詞の内容が自殺を連想させるとして、hideの死に関連付けてワイドショーなどで取り上げられた。だが、生前行われたhideのインタビューでは「前向きなメッセージを込めている」と語り、歌詞カードには念押しとして「to be continue」と表記していた[2]。
  - 女性による間奏の台詞は、hideの声を加工したものである。当初は、声優の増山江威子に彼女が声を担当する峰不二子（アニメ『ルパン三世』）の演技で依頼する予定だったが、ロサンゼルスでのレコーディング中だったためスケジュールが合わず実現しなかった。そのため、hideによる台詞を女性の声に加工し、歌詞カードでは「HIDE FUJIKO」と表記した[2]。その後、本作のスポットCMにて増山本人をナレーションに起用し、本物の峰不二子とのコラボレーションを果たした。
  - 当初はアレンジ作業に行き詰まり、お蔵入りも視野に入っていた。しかし、「やっぱりメロディがしっかりできているから、捨てきれない」とし、2、3回リアレンジしながら、可能な限り豪華にならないよう心掛け制作を進めていった[2]。
  - hideの想像上のスパイダー（クモ）は空にコンプレックスを抱き、最終的に自分のジェットの適応で空に打つ。そのピンク色のスパイダーは、ピンク色の雲（くも）に大変身する[3]。なお、現実世界にもピンク色のクモは存在する。特にクラブ・スパイダーの一種は鮮やかなピンク色の体をもつ。

pink crab spiderの例
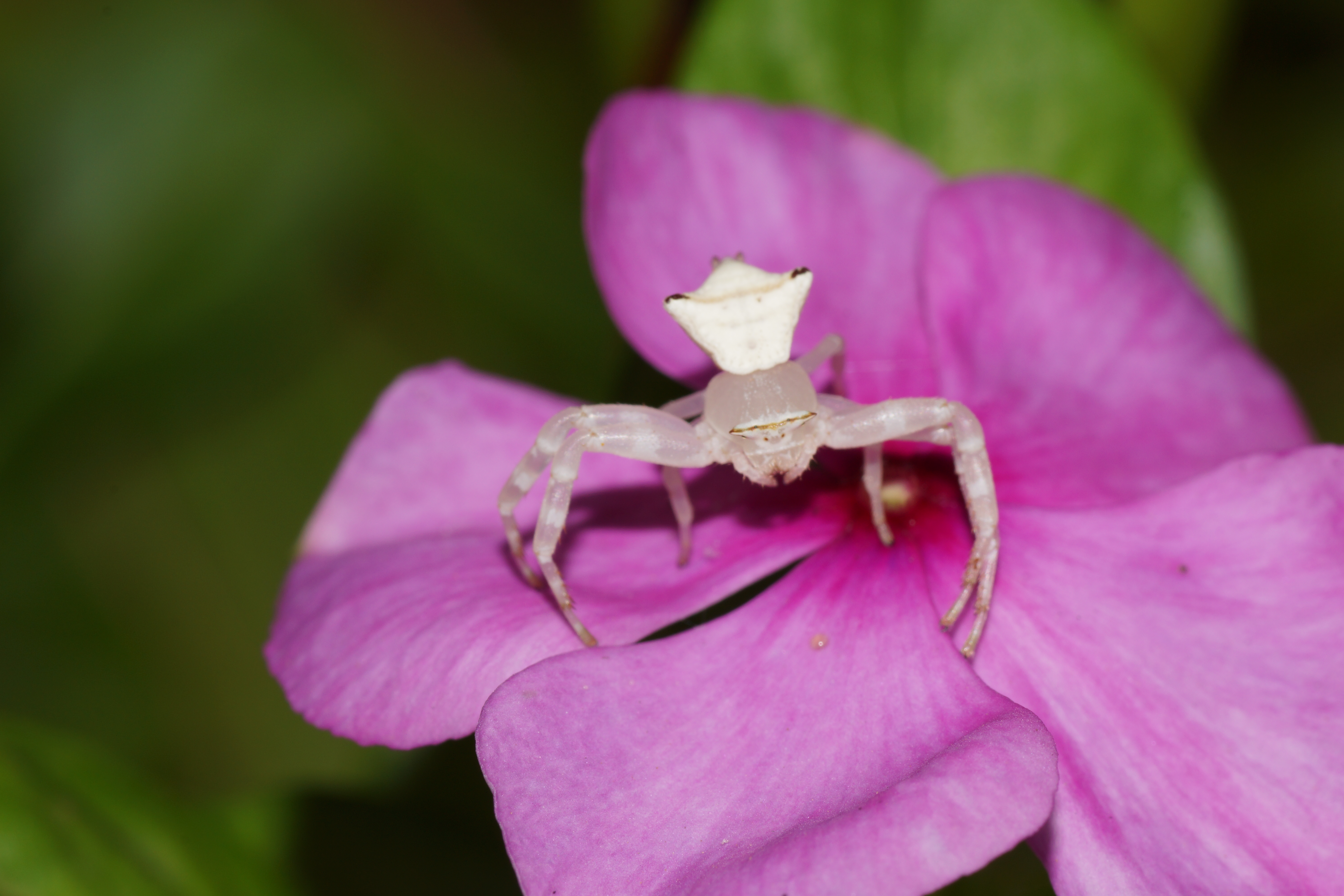
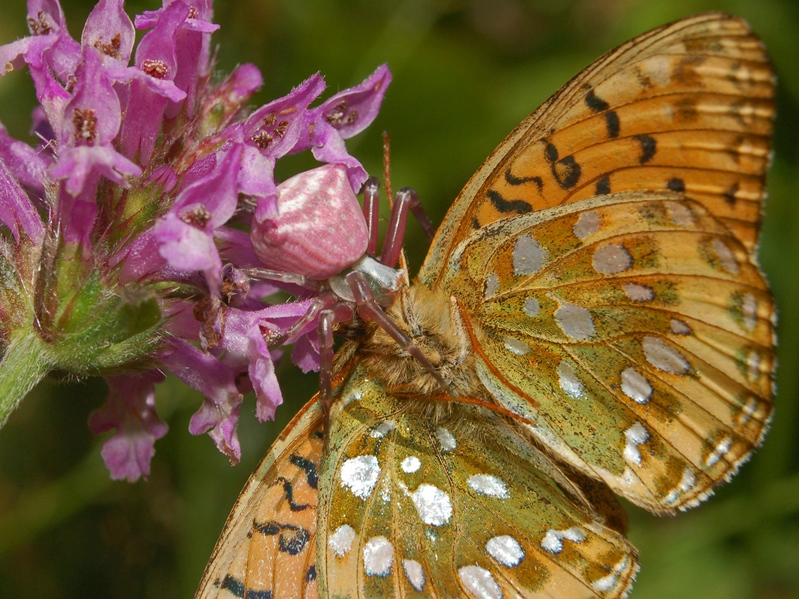
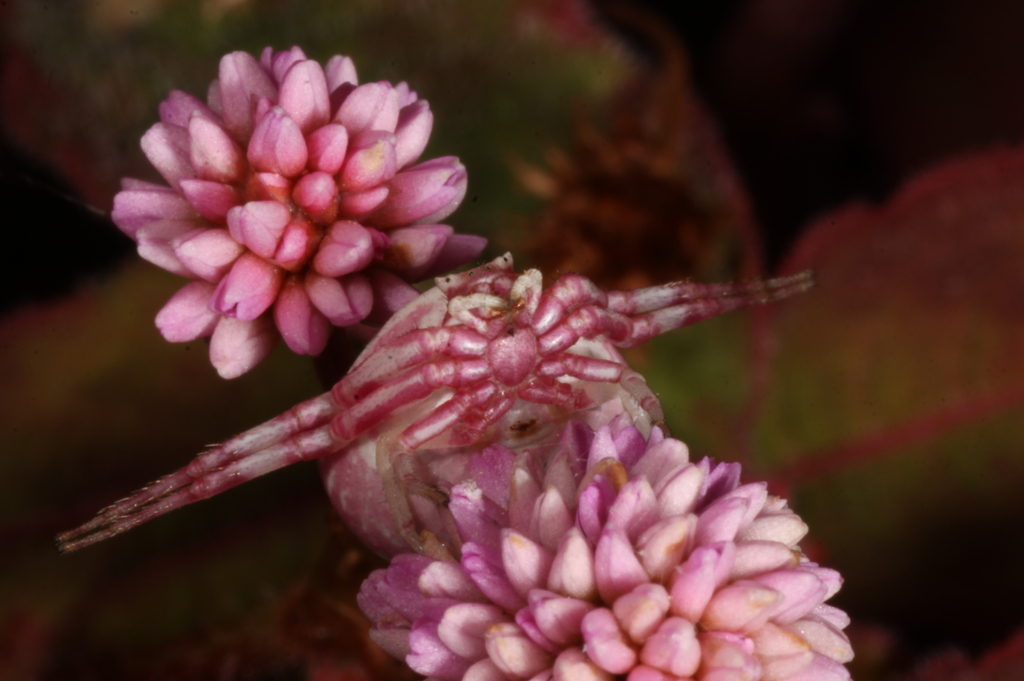
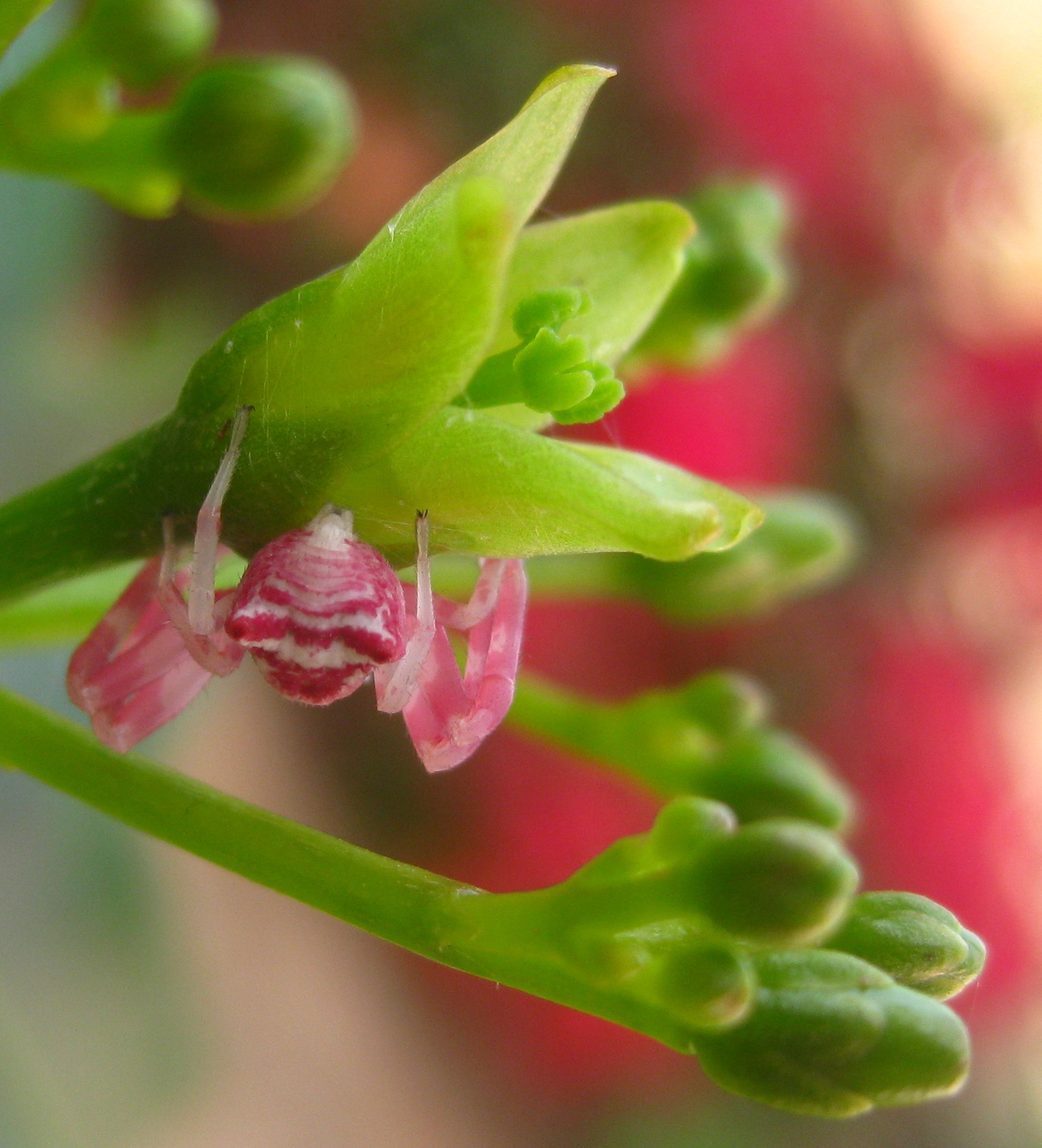
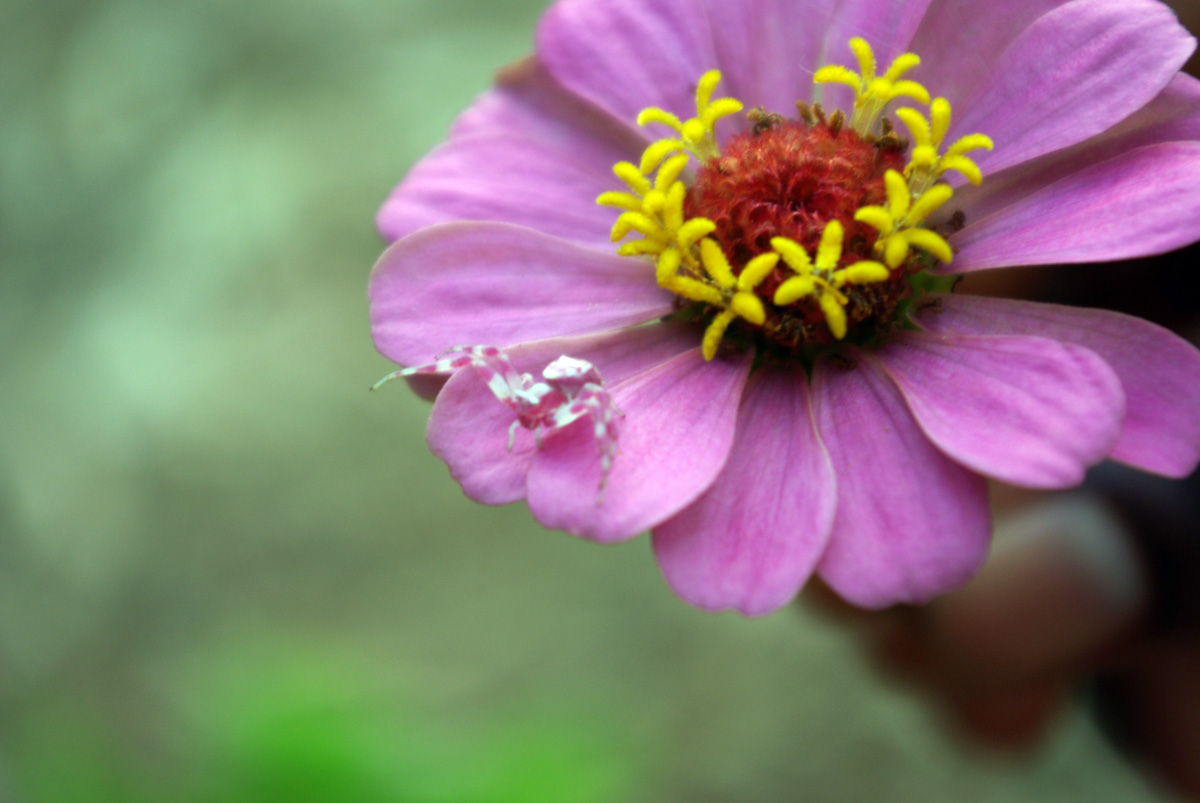

1. ピンク スパイダー (voiceless version)
2. 隠しトラック(曲名記載なし)
  - 5分27秒の無音の後に「ever free」のサビが流れる。無音の再生時間は「ever free」の発売日である5月27日にちなんでいる。

### 収録アルバム
- Ja,Zoo (#1)
- hide BEST 〜PSYCHOMMUNITY〜 (#1)
- hide SINGLES 〜Junk Story〜 (#1)
- hide PERFECT SINGLE BOX (#1)
- We Love hide 〜The Best in The World〜 (#1)
- “Musical Number” 〜ROCKミュージカル ピンクスパイダー〜 (#1)
- 子 ギャル (#1)

## RIZE

### 収録曲
1. ピンク スパイダー
  - 作詞・作曲：hide／編曲：RIZE、I.N.A
2. GHOST
  - 作詞：JESSE／作曲：RIZE／編曲：RIZE、I.N.A
3. Why I'm Me "The Reason Why I'm Me"
  - 作詞：JESSE／作曲：RIZE／編曲：RIZE、I.N.A

### 収録アルバム
- ALTERNA (#1、#2)
- FET BEST (#1、#2)

## カバー
- 1999年に発売されたトリビュート・アルバム『hide TRIBUTE SPIRITS』ではコーネリアスがリミックス、SIAM SHADEがハ短調にてカバーしている（原曲はロ短調）。
- 2008年5月開催の「hide memorial summit」では、2日目の終盤に登場したX JAPANによってカバーされた。TOSHIがボーカル、YOSHIKIがギター（hideの愛用したイエローハートでプレイ）、真矢がドラムなどでホ短調にて演奏している。
- 2011年1月26日発売のカバーコンピレーションアルバム『CRUSH! -90's V-Rock best hit cover songs-』にてheidi.によるカバーバージョンが収録されている。
- 2013年2月27日発売の倖田來未のカバーアルバム『Color the Cover』では、ダブステップ、ドラムンベース系のベース・ミュージックにアレンジされている。
- 2013年7月17日、大澤誉志幸が「大澤誉志幸 with DIE」名義でカバーシングルを発売。なお、大澤はhideのトリビュートアルバム『hide TRIBUTE IV -Classical SPIRITS-』にも参加している。
- 2014年11月19日、INORANが自身のソロライヴツアー「Asia Tour 2014 in Hong Kong」にてカバーしている[5]。2015年8月26日発売のスタジオ・アルバム『BEAUTIFUL NOW』では、カバー音源が収録された。
- 2015年6月27日開催の「LUNATIC FEST.」Day 1にて、LUNA SEAがカバーしている。
- 2018年12月、ギタリストのMIYAVIがカバーし、MVではhideとMIYAVIが時空を超えて共演したことで話題となった[6][7]。
- 2022年10月14日発売の、CHIROLYN（hide with Spread Beaver）のアルバム『Release yourself』にてカバーが収録されている。

## ROCKミュージカル ピンクスパイダー
これは、本作リリース当時のインタビューにおけるhideの言葉である。『ピンク スパイダー』発売からおよそ6か月後、同曲に続く楽曲『PINK CLOUD ASSEMBLY』を収録したアルバム『Ja,Zoo』がリリースされた。
彼の言葉を受け、ROCKミュージカル『ピンクスパイダー』が2011年に上演された。音楽監督をI.N.Aが務め、hideに見出されたdefspiralがバンドとして参加し、J（LUNA SEA）が友情出演した。架空の世界「PSYCHOMMUNITY」と現実世界を出入りする男女を武田真治/渡部豪太、南沢奈央/高橋瞳が演じた。東日本大震災の影響でいくつかの公演は中止となっている。
上演に合わせ、ミュージカル演奏曲のアルバム『“Musical Number”〜ROCKミュージカル ピンクスパイダー〜』がリリースされた。『ROCKET DIVE』『ピンク スパイダー』『ever free』の3部作のほか、空をテーマとした『Blue Sky Complex』など全22曲収録。
2014年にキャスティングを刷新して上演が準備されていたが、企画・製作会社の「止むを得ぬ事情」により頓挫している。

## 僕らのピンク スパイダー
2017年、劇団TEAM-ODACにより上演された舞台作品。本作とのコラボレーションとなる。hideのファンによるリアルな思いをベースとしたヒューマンドラマ。
出演は松本岳、多田愛佳（HKT48）、小沼将太、高品雄基（TEAM-ODAC）、オ・セヒョン（Apeace）、愛迫みゆ（愛乙女☆DOLL）、太田里織菜（愛乙女☆DOLL）、戸島花、佐藤すみれ（SKE48）、木村敦など。